# Kieng kjuel
Kieng kjuel (rusky Киенг-кюель) je jezero v Tajmyrském rajónu v Krasnojarském kraji v Rusku. Má rozlohu 99,8 km². Leží na severovýchodě Severosibiřské nížiny.

## Vodní režim
Zdroj vody je sněhový a dešťový. Zamrzá na konci září a rozmrzá v červnu. Z jezera odtéká řeka Suolama (přítok Anabaru).

## Fauna
Jezero je bohaté na ryby (siveni, síhové, muksuni, tajmeni).